# Otolelus flaveolus
Otolelus flaveolus is een keversoort uit de familie schijnsnoerhalskevers (Aderidae). De wetenschappelijke naam van de soort werd in 1866 gepubliceerd door Étienne Mulsant en Claudius Rey.